# U 114 (U-Boot, 1918)
U 114  war ein diesel-elektrisches U-Boot der deutschen Kaiserlichen Marine, das im Ersten Weltkrieg zum Einsatz kam.

## Bau
U 114 wurde am 5. Mai 1916 in Auftrag gegeben. Die Herstellung des Bootskörpers übernahm die Bremer Vulkanwerft in Vegesack. Die Fertigstellung erfolgte bei der Germaniawerft in Kiel, wo das Boot am 27. November 1917 vom Stapel lief.

## Einsätze
U 114 wurde am 19. Juni 1918 in Dienst gestellt und der IV. U-Flottille in Emden und Borkum zugeordnet. Erster und einziger Kommandant war Kapitänleutnant Martin Wahn (19. Juni 1918 bis 11. November 1918).
U 114 führte während des Ersten Weltkriegs eine Unternehmung durch. Dabei wurde kein Schiff versenkt oder beschädigt.

## Verbleib
Am 26. November 1918 wurde U 114 an das Königreich Italien ausgeliefert und im Mai 1919 in La Spezia verschrottet.

## Bekannte Besatzungsmitglieder
- Hans-Georg von Friedeburg, deutscher Admiral (20. Juni–27. November 1918 Wachoffizier von U 114)[3]